# Millicent
Millicent (4 771 habitants) est une ville en Australie-Méridionale, à 399 km au sud-est d'Adélaïde, la capitale de l'état et à 50 km au nord de Mount Gambier et à proximité du parc national Canunda.

## Sport
La ville possède plusieurs clubs sportifs. Le club de Baseball qui s'appelle les Millicients Bandits comprend des équipes juniors et séniors, il fait partie de la Mount Gambier et du district de la ligue de Baseball. Les Millicients Bandits ont produit des joueurs juniors qui ont joué au niveau national. Les clubs de football et de Netball Millicient jouent dans la ligue de football de la zone occidentale. On surnomme les joueurs de ces clubs : les Saints et les équipes partagent les mêmes couleurs : rouge, blanc et noir comme le St Kilda Football Club dans l'AFL. La ville a également des liens étroits avec la Ligue de l'Est Mid-South , une ligue composée d'équipes représentant les petites villes dans le district. De nombreux résidents Millicent jouent pour des équipes des villes voisines de Mont Burr, de Tantanoola et de Hatherleigh.
L'équipe de basket-ball de la ville est appelée le Magic (ses couleurs sont l'argent, le rouge et le noir). Il y a un club de football Millicent appelé la United Soccer Club, les couleurs de l'équipe sont le vert et l'or.

## Géographie
À proximité de la ville se trouve le lac Bonney, qui abrite la plus grande ferme éolienne de l'Australie-Méridionale.
Millicent abrite également le lac artificiel McIntyre et une réserve d'oiseaux et de faune indigène.

## Histoire
Millicent a été fondée en 1870. Le nom de la ville a été donné en hommage à Mme Millicent Glen (née court), elle fut l'épouse de l'un des pionniers et la fille du premier évêque anglican de Adelaide, Augustus Court.
Millicent abrite également une usine de papier Kimberly Clark Australie, qui est située à 10 km de la ville, cette entreprise est le plus grand employeur de la région avec environ 600 salariés. L'usine produit des lignes de produits Kleenex, Cottonelle et Viva pour l'Australie et certains marchés régionaux ainsi que pour l'export à l'étranger. L'usine de pâte adjacente Tantanoola était également détenue par Kimberly Clark; elle produisait de la pâte à partir des vastes plantations de pins de la région, l'usine de pâte a été fermée en 2012 et démolie.

## Culture populaire
Le festival de Geltwood
Millicent accueille un festival qui se tient une fois par an entre fin mars et début avril. Le festival de Geltwood tire son nom d'un navire qui fit naufrage dans les années 1800. Le festival est connu pour les arts et l'artisanat. Le festival existe depuis plus de neuf ans et attire chaque année des foules venues des villes voisines de Millicent et de Western Victoria.
Pines Enduro
Millicent accueille tous les ans le Pines Enduro 400 à Quarry Teagle juste en dehors de Millicent à la fin du mois septembre ou au début d'octobre.
La station de Radio
Millicent possède une station de radio communautaire située sur le site de l'ancienne gare. La station de radio est appelée 5THEFM 107,7 et a remporté le prix de la petite station la plus remarquable d'Australie.

## Éducation
Millicent possède trois écoles primaires :
1. L'école primaire de Millicent Nord,
2. L'école primaire de Newbury Park,
3. L'école primaire catholique de St Antony.

Un lycée : le Millicent High School
Une Université, la TAFE South Australia (en) située à côté du lycée.

## Média
Presse écrite
Le journal local pour Millicent et les zones rurales du Sud-Est est le South Eastern Times. Les quotidiens de Melbourne (Herald Sun et The Age) et le The Advertiser d'Adelaide ainsi que des journaux nationaux comme The Australian et The Australian Financial Review sont également disponibles dans la région. Ainsi que certains journaux des villes voisines telles que Mount Gambier et Penola.
Télévision
- L'Australian Broadcasting Corporation (ABC) – ABC1, ABC2, ABC3, ABC News 24,
- Le Special Broadcasting Service (SBS) – SBS One, SBS Two,
- La National Indigenous Television (NITV) NITV,
- La WIN Television (7, 7two, 7mate, 9, Gem, GO, 10, 11, One) as SES-8 – SES-8 qui relaie la programmation du Seven Network (Seven SA, 7two, 7mate), Nine Network (WIN SA, GEM, GO) & Network Ten (Ten SA, 11, One),
- Foxtel – télévision payante uniquement avec le satellite.

Les Radios
ABC
- ABC South East SA (1476 AM)
- ABC Triple J (102.5 FM)
- ABC Radio National (103.3 FM)
- ABC Classic FM (104.1 FM)
- ABC NewsRadio (105.7 FM)

Les Radios commerciales
- Radio TAB
- 5SE (963 AM)
- Star FM (96.1 FM)
- 5GTR FM (100.1 FM)
- 5THE FM (107.7 FM)
- Lime FM (Formerly Rhema FM, Mount Gambier)[2]

## Villes jumelées
Millicent est jumelée avec la ville de Seguin située dans l'état du Texas aux États-Unis.